# غارهای شمرلینگ
غارهای شمرلینگ (انگلیسی: Schmerling Caves)، گروهی از غارها در والونی در ساحل سمت راست رودخانه ای به نام Awirs، در نزدیکی روستای Awirs در فلمل، بلژیک واقع شده‌اند. این غارها به‌خاطر یافته‌های فسیلی گذشته، به‌ویژه انسان‌تباران قابل توجه هستند. آنها در سال ۱۸۲۹ توسط فیلیپ چارلز شمرلینگ کاوش شدند، که در غار پایینی، بقایای دو فرد را کشف کرد، که یکی از آنها، که اکنون به نام انگیس ۲ شناخته می‌شود، فسیلی از غار بود. اولین نئاندرتال که تا کنون یافت شده است. دیگری یک انسان (هومو ساپینس) دوران نوسنگی بود. این غار پایین‌تر که با نام Trô Cwaheur یا Trou Caheur نیز شناخته می‌شود، از آن زمان فروریخته است. غار سوم به دلیل کار بر روی معدن سنگ مجاور، Ancienne Carrière des Awirs تخریب شد.